# Erateina subrufa
Erateina subrufa là một loài bướm đêm trong họ Geometridae.